# Frontenac (Gironda)
Frontenac é uma comuna francesa na região administrativa da Nova Aquitânia, no departamento da Gironda. Estende-se por uma área de 14,31 km². Em 2010 a comuna tinha 746 habitantes (densidade: 52,1 hab./km²).